# Crăciunel (okręg Harghita)
Crăciunel (węg. Homoródkarácsonyfalva) – wieś w Rumunii, w okręgu Harghita, w gminie Ocland. W 2011 roku liczyła 503 mieszkańców.